# Udamocercia frantzi
Udamocercia frantzi är en bäcksländeart som beskrevs av Joachim Illies 1961. Udamocercia frantzi ingår i släktet Udamocercia och familjen Notonemouridae. Inga underarter finns listade i Catalogue of Life.